# Crithopsis delileana
Crithopsis delileana är en gräsart som först beskrevs av Schult., och fick sitt nu gällande namn av Roman Julievich Roshevitz. Crithopsis delileana ingår i släktet Crithopsis, och familjen gräs. Inga underarter finns listade i Catalogue of Life.